# Cantone di Mont-de-Marsan-Nord
Il Cantone di Mont-de-Marsan-Nord era una divisione amministrativa dell'arrondissement di Mont-de-Marsan.
È stato soppresso a seguito della riforma complessiva dei cantoni del 2014, che è entrata in vigore con le elezioni dipartimentali del 2015.
Comprendeva parte della città di Mont-de-Marsan e i comuni di
- Bostens
- Campet-et-Lamolère
- Gaillères
- Geloux
- Lucbardez-et-Bargues
- Saint-Avit
- Saint-Martin-d'Oney
- Uchacq-et-Parentis